# Castelo de Mursay

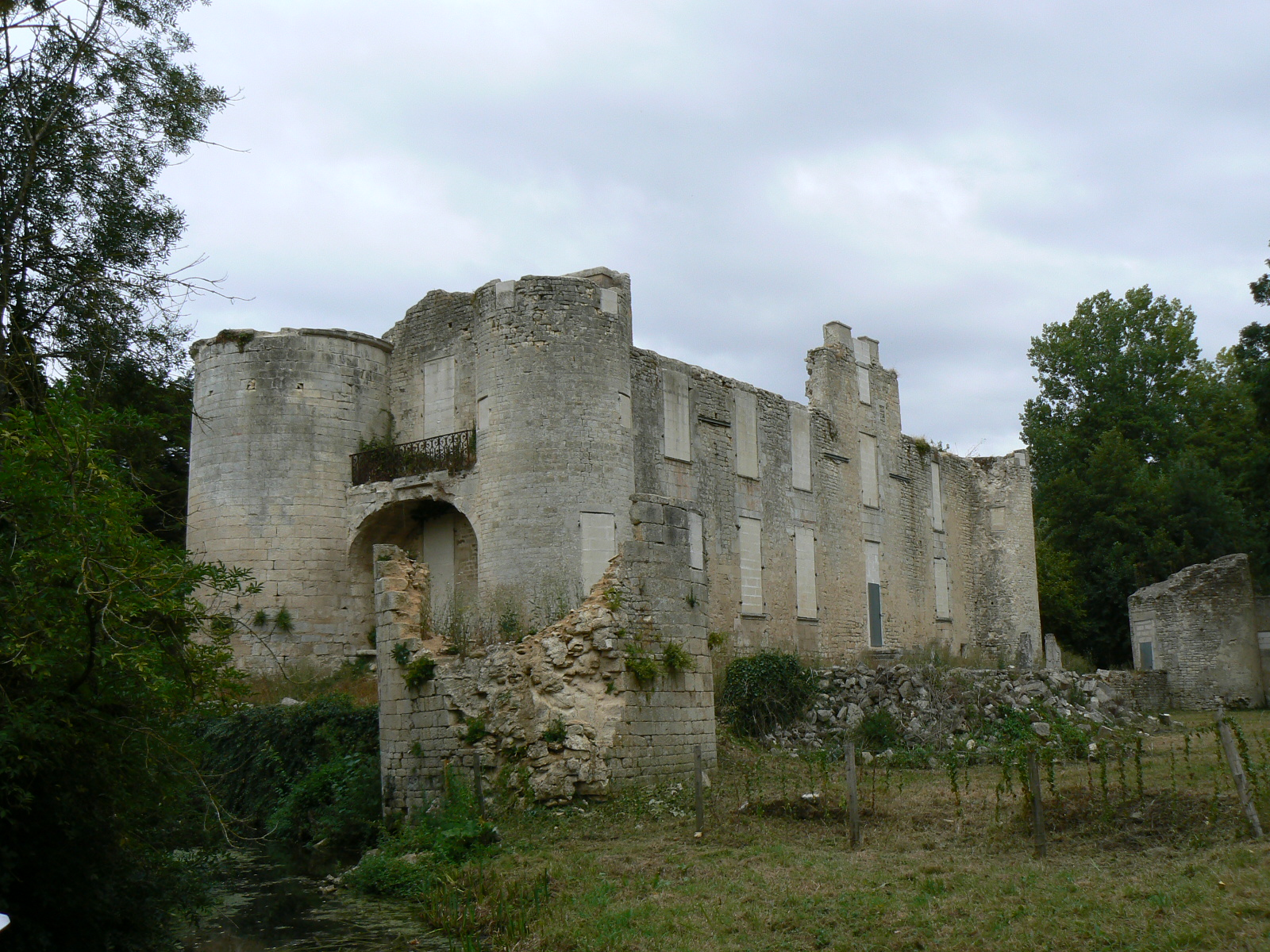
A ruína do Château de Mursay

O Château de Mursay é um castelo em ruínas do século XVI na comuna de Échiré, 10 km ao norte de Niort em Deux-Sèvres, na França.
O Château foi a residência de Agrippa d'Aubigné, avô de Madame de Maintenon (nascida Françoise d'Aubigné).
Situado nas margens do rio Sèvre Niortaise, o castelo foi comprado pela comuna para evitar que caísse em ruínas, uma vez que o telhado ruiu há alguns anos.

Está classificado desde 1952 como monumento histórico pelo Ministério da Cultura da França.